# Harold Bascom
Harold A. Bascom (ur. 1951 w Vergenoegen) – gujański malarz, ilustrator, dramaturg i powieściopisarz. Pięciokrotnie otrzymał Guyana Prize for Literature.

## Życiorys
Harold A. Bascom urodził się w gujańskiej wsi Vergenoegen na wschodnim brzegu rzeki Essequibo. Jako dziecko często przeprowadzał się z rodzicami, mieszkał w Vreed-en-Hoop, na zachodnim wybrzeżu rzeki Demerara, Pouderoyen i Linden. Uczęszczał do St. Swithin’s Anglican School, a później do West Demerara Secondary School. W wieku 19 lat został dyrektorem artystycznym gazety „Guyana Chronicle” w Georgetown, zastępując na tym stanowisku Eddiego Hoopera, znanego gujańskiego kompozytora, aranżera i piosenkarza. Stał się popularny jako ilustrator zamieszczanych w niedzielnych wydaniach krótkich historii. W Gujanie trafił też pod opiekę znanego ilustratora Toma Feelingsa.
W 1986 ukazała się jego pierwsza powieść Apata, za którą otrzymał Guyana Prize for Literature. W latach 1987–1996 napisał ponad piętnaście dramatów. W tym czasie nie zrezygnował z malowania, wystawiał również sztuki teatralne, których często był producentem i reżyserem. W 1993 roku odbyła się wystawa jego prac zatytułowana: „THE NAKED PAIN: GARDEN CITY”, stając się pierwszym artystą w Gujanie, który miał wystawę aktów malowanych z modeli na żywo. Jako dramaturg Harold A. Bascom otrzymał czterokrotnie nagrodę literacką: w 1994 roku za dramat Two Wrongs, w 1996 roku za Makantali, w 2010 roku za dramat Blank Document i w 2014 roku za Desperate for Relevance.
Harold A. Bascom jest założycielem studia Laughing Palette, zajmującego się produkcjami artystycznymi. Obecnie mieszka i pracuje w Loganville, w Stanach Zjednoczonych, w stanie Georgia.

## Wybrane publikacje
- Apata, 1986
- 101 WORDS THAT TELL YOU'RE GUYANESE, 2016
- How to Get Better Reviews for Your First Novel: 11 Convos on the Basics of Fiction Writing, 2019